# Thomas Jefferson

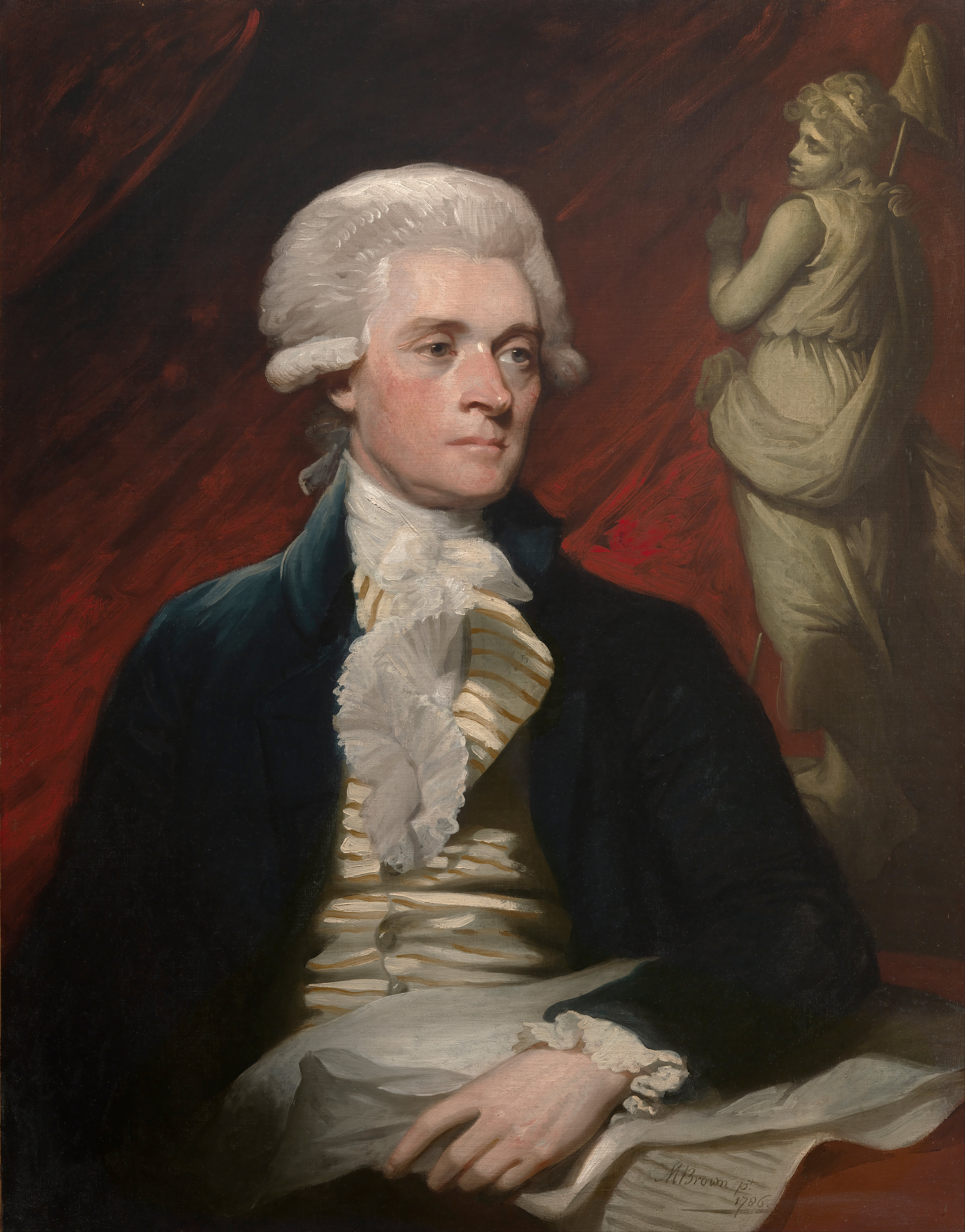
Thomas Jefferson in 1786 als ambassadeur in Frankrijk

Thomas Jefferson (Shadwell, Virginia, 13 april 1743 – Monticello, Virginia, 4 juli 1826) was een Amerikaans staatsman, filosoof, architect, slavenhouder en archeoloog. Hij was de 3e president van de Verenigde Staten, namens de Democratisch-Republikeinse Partij. Het ontwerp van de Onafhankelijkheidsverklaring van 1776 (aangenomen op de 4e juli van dat jaar) was grotendeels zijn verdienste. Ook de in 1786 aangenomen Virginia Statute for Religious Freedom, die godsdienstvrijheid instelde, was van zijn hand.

## Leven
Thomas Jefferson werd geboren in Albemarle County in Virginia, in een welgestelde familie van grootgrondbezitters. Zijn vader, Peter Jefferson (1708–1757), was een autodidact landmeter die een bescheiden landgoed met zestig slaven had verworven. Zijn zoon zou later zelf ook herenboer en slavenhouder worden. Zijn moeder, Jane Randolph Jefferson (1720–1776), behoorde tot de belangrijkste families van Virginia. Van haar twee zonen was Thomas de oudste. Daarnaast had zij ook nog zes dochters. Over zijn moeder had Thomas in zijn memoires bijna niets te zeggen. Toen zijn vader in 1757 stierf deed hij alles om aan haar toezicht te ontsnappen. Hij trok in bij een schoolmeester uit de buurt en leerde daar Latijn en Grieks tot hij in 1760 naar de universiteit ging (College of William & Mary in Williamsburg).
Thomas Jefferson was een veelzijdig mens. Hij was behalve politicus en filosoof ook wetenschapper, jurist, uitvinder, schrijver en grondlegger van de jeffersoniaanse architectuur. In 1767 trad hij als jurist toe tot de rechtbank in Virginia. Tijdens de periode waarin hij als ambassadeur in Frankrijk fungeerde (zie verder), verdiepte hij zich in de wijnen van dat land. Uit de evaluaties van de wijnen die bewaard zijn gebleven kan worden opgemaakt dat hij een groot kenner was. Jefferson verzamelde gedurende zijn leven duizenden boeken in zijn persoonlijke bibliotheek in Monticello. Na de dood van zijn vader, Peter Jefferson, erfde de toekomstige president onder andere diens bibliotheek. Hij erfde ook veel boeken van George Wythe. Nadat de Britten de Library of Congress in 1814 platbrandden, maakte Jefferson zijn verzameling van meer dan 6000 boeken over aan het Congres voor vier dollar per boek.

In 1772 trouwde hij met Martha Wayles Skelton, die zo Mrs. Martha Jefferson werd. Samen kregen ze zes kinderen. Zij maakte echter nooit mee dat haar echtgenoot president van de Verenigde Staten werd, want zij stierf reeds in 1782 op 33-jarige leeftijd. Hun oudste dochter Martha Jefferson Randolph werd tijdens Jeffersons latere presidentschap beschouwd als first lady. Jefferson hertrouwde nooit, maar over het algemeen wordt aangenomen dat hij een (seksuele) relatie had met zijn slavin Sally Hemings, en dat hij de vader was van haar zes kinderen. 
Aan zijn uitverkiezing in the House of Burgesses schijnt hij zelf een handje te hebben meegeholpen door het uitdelen van gratis rum punch. Als politicus schreef hij pamfletten. Hiermee viel hij op bij de latere president John Adams, die hem naar voren schoof als de juiste persoon om de Onafhankelijkheidsverklaring te schrijven. Naast deze Amerikaanse Onafhankelijkheidsverklaring schreef hij het Statute of Virginia for Religious Freedom.

## Onafhankelijkheidsverklaring
Jefferson wordt beschouwd als de geestelijke vader van de Verenigde Staten. Hij ontwierp de grondslagen van de natie: 'alle mensen zijn gelijk geschapen', volkssoevereiniteit, het recht op verzet tegen de overheid wanneer die zich zelf niet aan de wet zou houden, en het 'natuurlijke' recht op individuele vrijheid, leven en the pursuit of happiness, het nastreven van geluk. Deze basiswaarden had hij voor een deel opgedaan uit geschriften van de Engelse liberale Verlichtingsfilosoof John Locke, bij wie hij het principe 'natuurrecht' vond. Mogelijk werd hij ook geïnspireerd door verschillende geschriften en verklaringen uit de Lage Landen ten tijde van of na de onfhankelijkheidsstrijd tegen de Spaanse heerser in de 16e eeuw, zoals Spinoza die verder ging dan Locke in zijn politieke denken over (de rol van) religie. Bij Verlichtingsgedachten en ideeën valt te denken aan waarden als individuele vrijheid, vrijheid van godsdienst, geweten, handel, en recht op verzet tegen onwettig gedrag van de overheid te vinden.
In de Onafhankelijkheidsverklaring schetste Jefferson in felle bewoordingen de door hem en vele anderen ervaren uitbuiting en bekneveling van de Amerikanen; hij betitelde de Engelse koning als een tiran. Het feit dat de Amerikanen bijvoorbeeld hun eigen landbouwproducten niet zelf mochten verwerken, maar naar Engeland moesten verschepen, om ze na de bewerking daar duur te moeten inkopen, was voor de meeste Amerikanen onverteerbaar.
Jeffersons rol in de Amerikaanse geschiedenis is echter niet onomstreden. Veel mensen zien hem als de belichaming van de worsteling omtrent racisme en vrijheid in de VS. De VS zijn voorstander van een grote individuele vrijheid, iedereen is immers gelijk. Dit staat dan ook lijnrecht tegenover het racisme, dat altijd een grote rol heeft gespeeld binnen de Amerikaanse politiek. Jefferson is hier een mooi voorbeeld van. Hoewel hij in de onafhankelijkheidsverklaring de woorden schreef: 'all men are created equal' (alle mensen zijn gelijk geschapen), bezat hij toch honderden slaven. Dit werd hem destijds ook verweten door abolitionisten. Veel historici plaatsen echter een kanttekening bij deze vermeende hypocrisie. Het bezit van slaven moet immers in de context van zijn tijd bekeken worden. Van de zogenoemde Founding fathers bezaten Alexander Hamilton en John Adams als enigen geen slaven. Jefferson schreef tevens een boek waarin hij het bezit van slaven verdedigde door middel van de rassentheorie.

## Rol in Indian Removal Act
Hoewel vaak alleen Andrew Jackson wordt genoemd bij de Indian Removal Act was het waarschijnlijk Jefferson die het idee eerst voorstelde. Jackson zorgde slechts voor de implementatie en de uitvoering van het plan dat Jefferson had bedacht. Jefferson legde zijn plan uit in een reeks privébrieven aan William Henry Harrison. Zijn eerste acties om de Indian Removal Act te promoten gebeurden tussen 1776 en 1779, toen hij adviseerde om de Cherokee en de Shawnee van hun grondgebied te verdrijven naar het gebied ten westen van de Mississippi. Toen hij al president was schreef hij op 27 februari 1803 een brief aan de gouverneur van Indiana Territory, waarin hij zijn plannen met de indianen duidelijk maakte.

## Republikein
Jefferson speelde ook een grote rol in de politieke tweedeling tussen federalisten (toen aangevoerd door Alexander Hamilton) en republikeinen, die de nadruk legden op de autonomie van de staten. Jefferson koos voor de laatste partij. Hij was voor een kleine overheid, een hoofdrol voor de landbouw met veel kleine boeren en een gedecentraliseerd beleid. In zijn Notes on the State of Virginia schetst hij de boerenfamilies als de dragers van de Amerikaanse democratie, in tegenstelling tot de verpauperde immigranten in de grote steden aan de oostkust. Een van zijn medestanders was James Madison, die hij later zou benoemen tot zijn minister van Buitenlandse Zaken. De Federalist Hamilton bepleitte daarentegen een sterke federale overheid, een solide financieel stelsel en een regering van de rijke, gegoeden en hooggeborenen, kortom de elite.
Van 1779 tot 1781 was Jefferson gouverneur van Virginia .Van 1785 tot 1789 was hij ambassadeur in Frankrijk, waardoor hij de Franse Revolutie van nabij kon bestuderen. Daarna was hij van 1790 tot 1793, onder president George Washington, secretary of state (minister van Buitenlandse Zaken). Na in 1792 al presidentskandidaat te zijn geweest, werd hij bij de Amerikaanse presidentsverkiezingen van 1796 tweede, waardoor hij in 1797 vicepresident onder John Adams werd. Na de verkiezingen van 1800 werd hij in 1801 president. Hij bleef dat twee termijnen, na ook de verkiezingen van 1804 gewonnen te hebben, tot 1809.
Als minister van Buitenlandse Zaken en als vicepresident kwam Jefferson in verzet tegen de in zijn ogen te sterk gecentraliseerde macht van de regering, waardoor hij zowel met Hamilton als met John Adams in conflict kwam. Als president was Jefferson zelf echter behoorlijk dominant. Het liefst overlegde hij met zijn ministers door middel van een-tweetjes, in plaats van in de voltallige ministersvergadering. Hem werd 'monarchistisch' gedrag verweten, waarmee hij zijn eigen ideeën over regeren geweld aandeed.
Jefferson en Adams waren beide Founding Fathers, en tevens lange tijd vrienden. Tijdens de verkiezingen van 1800 veranderde dit echter drastisch toen bleek hoe ver de twee mannen op politiek vlak van elkaar verschilden. Jefferson was het niet eens met het beleid dat Adams tijdens zijn presidentschap had gevoerd en was van plan dit drastisch anders aan te gaan pakken. Om de verkiezing te winnen gingen beide mannen slinks te werk, door leugens over elkaar te verspreiden. Jefferson verspreidde bijvoorbeeld het bericht dat Adams een oorlog met Frankrijk zou willen beginnen. Mede door deze wederzijdse leugens escaleerde de situatie snel en konden de beide mannen elkaar niet meer uitstaan. Jaren na het presidentschap van Jefferson schrijft Adams een brief aan Jefferson, waarmee hij een eerste stap richting hernieuwde vriendschap zet. De twee mannen schrijven regelmatig; er zijn 158 brieven teruggevonden. Hiermee komt hun intense rivaliteit dus tot een einde. Beide mannen sterven uiteindelijk op dezelfde dag, Independence Day 4 juli 1826.

## President
Wellicht zijn grootste succes als president was de aankoop in 1803 van het enorme grondgebied van de Fransen, het Louisiana territory. Daarmee verdubbelde hij in één klap het grondgebied van de Unie. Het omvatte geheel of gedeeltelijk de volgende staten: Louisiana, Arkansas, Missouri, Iowa, Minnesota, North Dakota, South Dakota, Nebraska, Kansas, Oklahoma, Texas, New Mexico, Colorado, Wyoming en Montana. Deze aankoop staat zeer toepasselijk bekend als de Louisiana Purchase.
Ook droeg Napoleon zonder bezwaren Florida, New Orleans en de vaarrechten van de Mississippi over aan de Unie. Bovendien breidden de Amerikanen in het kader van de expeditie van Lewis en Clark (bedoeld om te onderzoeken of er een vaarroute mogelijk was van de Mississippi tot aan de Grote Oceaan) hun macht uit over grote delen van het westen van het land. Deze gebiedsuitbreidingen zouden overigens later aan grote aantallen indianen het leven kosten.
Andere zaken die Jefferson tijdens zijn eerste ambtstermijn op zijn conto kon schrijven waren de opheffing van de whiskybelasting, het verkleinen van de overheid en het wegwerken van de staatsschuld. Dit was mogelijk door de vrede in Europa, waardoor de handel floreerde. Het was tevens een succes voor zijn minister van financiën, Albert Gallatin.
Zijn tweede termijn als president was aanzienlijk lastiger. Frankrijk en Engeland kregen weer conflicten. De handel over zee werd onveilig en stagneerde, ook al omdat Jefferson de marine had gedecimeerd. Jefferson reageerde door verbod van handel met Europa, maar het enige resultaat daarvan was dat de Amerikaanse economie een enorme klap kreeg. Binnenslands kreeg hij te maken met oppositie. Jefferson wilde zich niet nogmaals verkiesbaar stellen en trok zich terug.

## Na het presidentschap
Na zijn twee ambtstermijnen als president ging Jefferson wonen in Monticello. Daar stichtte hij de Universiteit van Virginia, waarvoor hij zelf het ontwerp maakte. De Universiteit van Virginia is een ode aan de Romeinse kunst, het is letterlijk een kopie van het Romeinse Pantheon. Men ziet dit duidelijk terug in het podium waarop het bouwwerk is geplaatst en de koepel. (Zie ook: Jeffersoniaanse architectuur.) Verder bouwde hij zijn eigen huis, Monticello genaamd. Hier bewaarde hij een enorme voorraad geïmporteerde Franse wijn. In zijn tijd als ambassadeur in Frankrijk ontwikkelde hij een liefde voor de Franse keuken en kledingstijl.
Jefferson overleed op 83-jarige leeftijd op 4 juli 1826, op de dag af vijftig jaar na de aanname van de Onafhankelijkheidsverklaring door het Amerikaanse Congres. Op de avond van 3 juli sprak hij zijn laatste woorden. Hij zou gevraagd hebben: "Is het de vierde?". Hem werd geantwoord dat het snel de vierde zou zijn, waarop hij in slaap viel. Hij stierf op de middag van de volgende dag (de 4e). Op dezelfde dag overleed voorganger en voormalig politiek rivaal John Adams op 90-jarige leeftijd. Adams laatste woorden zouden geweest zijn: "Thomas Jefferson overleeft." Hij wist echter niet dat Jefferson een paar uur eerder was gestorven.
Jefferson werd begraven op zijn landgoed Monticello.

## Monumenten en nalatenschap
Meerdere gebouwen zijn na zijn dood naar Jefferson genoemd. Tevens werd zijn gezicht afgedrukt op postzegels en geld. In het begin van de twintigste eeuw werd Jefferson samen met George Washington, Theodore Roosevelt en Abraham Lincoln gekozen voor het Mount Rushmore Memorial. Jefferson wordt ook afgebeeld op het Jefferson Memorial, in Washington D.C. Dit monument werd in 1943 opgericht, ter ere van de tweehonderdste verjaardag van Jefferson. In het gebouw staat een zes meter hoog standbeeld van Jefferson, met inscripties van een aantal van zijn geschreven passages.

## Kabinetsleden onder Jefferson
| Kabinetsleden     | Ministerie         | Periode     | Bijzonderheden                                              |
| ----------------- | ------------------ | ----------- | ----------------------------------------------------------- |
| James Madison     | Buitenlandse Zaken | 1801 - 1809 | 4e president van de VS                                      |
| Henry Dearborn    | Oorlog             | 1801 - 1809 |                                                             |
| Samuel Dexter     | Financiën          | 1801        | Minister van Defensie / Buitenlandse Zaken onder John Adams |
| Levi Lincoln      | Justitie           | 1801 - 1804 |                                                             |
| Benjamin Stoddert | Marine             | 1801        | Idem onder John Adams                                       |
| Albert Gallatin   | Financiën          | 1801 - 1809 | Idem onder Madison                                          |
| Robert Smith      | Marine             | 1801 - 1809 | Minister van Buitenlandse Zaken onder Madison               |
| John Breckinridge | Justitie           | 1805 - 1806 |                                                             |
| Caesar A. Rodney  | Justitie           | 1807 - 1809 | Idem onder Madison                                          |